# Patrick Henry
Patrick Henry, född 29 maj 1736 i Hanover County, Virgina, död 6 juni 1799 i Charlotte County, Virginia, USA var en amerikansk politiker och patriot.

## Biografi
Patrick Henry föddes på familjegården Studley. Fadern John Henry var en skotsk immigrant från Aberdeenshire som studerat vid universitetet i Aberdeen och som slog sig ned i kolonin Virginia på 1720-talet. Modern Sarah Winston Syme var en förmögen änka från en prominent familj i Virginia av engelsk härkomst.
Henry blev advokat i kolonin Virginia 1760, medlem av kolonins representation 1765 och tog del i kampen mot det brittiska parlamentets beskattningsrätt. I den fortgående antiengelska agitationen var han en av de främsta ledarna och tog del i den interkoloniala rörelsen.
Under amerikanska frihetskriget stödde han att milisen i Virginia grep till vapen mot de brittiska trupperna. Detta gjorde han i ett berömt tal, som han höll i Saint John's Church i Richmond i Virginia 1775 som slutade med orden Give me Liberty, or give me Death!
Henry var Virginias guvernör 1776–1779 och 1784–1786. I kampen om unionsförfattningen tog han parti för antifederalisterna och bekämpade med sin vanliga fanatism författningsförslaget. Henry ansågs som tids främste amerikanske talare.